# 東晉襄陽之圍
東晉襄陽之圍，378年（东晋太元三年，前秦建元十四年）至379年，五胡十六国中前秦天王苻坚派兵攻打东晋襄阳的作战。
前秦灭前凉、代国之后，休整一年，开始大举攻打东晋。378年二月，苻坚派征南大将军、都督征讨诸军事、长乐公苻丕和武卫将军苟苌、尚书慕容暐率领步骑军七万进攻东晋襄阳，以荆州刺史杨安率军作为先锋。征虏将军石越率领精骑一万出鲁阳关，京兆尹慕容垂和扬武将军姚苌率军五万出南乡攻打南阳，领军将军苟池、右将军毛当、强弩将军王显率领四万出武当，会师襄阳。四月，秦军抵达沔水北岸，东晋梁州刺史朱序认为秦军没有战船，没有防备。等到秦军将领石越率领骑兵五千渡过汉水时，朱序大为震惊，于是命令属下固守襄阳内城。石越攻下外城，缴获晋军一百多艘战船，苻丕率军进攻内城。朱序之母韩氏听说秦兵将至，登上城墙察看，发现西北角城防不坚固，于是动员一百多女婢和城中女子加筑一道新城。等到秦军攻城，西北角城墙被攻破，晋军到新城守卫，称之为夫人城。东晋车骑将军桓冲率领七万人声援朱序，但不敢前进，滞留在上明。苻丕想要急攻襄阳，后来采纳苟苌的建议，久困城池，断绝援兵粮道。慕容垂不久攻克了南阳，和苻丕会师襄阳。十二月，苻坚派黄门侍郎韦华持节来见苻丕，说明年春天还是攻不下襄阳，就让他自杀。379年正月，苻丕在苻坚催促下，命全军攻打襄阳。东晋派冠军将军刘波率军八千救援襄阳，刘波也不敢前进。朱序多次出城作战，多次击败秦军。二月，朱序部下李伯护派儿子秘密向秦军送降书，请求作为内应。三月初六，前秦攻克襄阳，俘虏朱序。苻坚任命朱序为度支尚书，任命中垒将军梁成为荆州刺史，驻守襄阳。